# Sterlina di Gibilterra
La sterlina di Gibilterra (ISO 4217 GIP) è la valuta utilizzata a Gibilterra. Equivale alla sterlina britannica, con cui è scambiabile alla pari.

## Storia
Fino al 1898 la situazione della valuta di Gibilterra era complicata, come sistema basato sul reale di Gibilterra, impiegato con le valute britanniche, spagnole e di Gibilterra. Dal 1825 il reale fu legato alla sterlina al valore di 6½ pence (1 dollaro spagnolo = 4 scellini e 4 penny).
Nel 1898 fu resa legale solo la sterlina britannica. Dal 1927 Gibilterra stampa le proprie banconote e dal 1988 le monete. Gibilterra decimalizzò il proprio sistema nel 1971, come il Regno Unito, sostituendo il sistema che poneva 1 sterlina pari a 20 scellini e pari a 240 pence con una sterlina = 100 nuovi pence.

## Utilizzo di altre valute
Le monete e le banconote britanniche circolano a Gibilterra e sono universalmente accettate e scambiate con le sterline di Gibilterra. Nella maggior parte dei negozi vengono accettati anche gli euro, usati nella vicina Spagna, ma ciò non avviene negli Uffici Postali o negli uffici del governo.

## Relazione con la sterlina inglese
Anche se le banconote di Gibilterra sono in sterline, non hanno corso legale nel Regno Unito, anche se sono scambiabili alla pari con banconote britanniche. Le monete di Gibilterra sono dello stesso peso, misura e metallo di quelle britanniche, anche se le raffigurazioni sono differenti. A causa della popolarità di Gibilterra come meta turistica e del fatto che le monete sono praticamente identiche a quelle da 1 sterlina britannica, si possono trovare in circolazione nel Regno Unito abbastanza facilmente.